# معايرة حمض وقاعدة

Yعداد المعايرة. عادة ما يتم عقد السحاحة بواسطة المشبك، وليس كما هو موضح هنا. الوردي هو الأكثر على الأرجح الناجمة عن استخدام الفينولفثالين مؤشر.

معايرة حمض وقاعدة هو تحديد تركيز حمض أو قاعدة من خلال تحييد بالضبط حمض أو قاعدة مع حمض أو قاعدة من تركيز معروف. وهذا يسمح للتحليل الكمي لتركيز حمض أو قاعدة حل غير معروف. فإنه يجعل من استخدام تفاعل التعادل الذي يحدث بين الأحماض والقواعد.
ويمكن أيضا معايرة حمض وقاعدة أن تستخدم للعثور على نقاء في المئة من المواد الكيميائية.